# Hom-Idyomo
Hom-Idyomo es un esperantido propuesto en 1923 por el colombiano Cipriano Cárdenas. El autor buscaba con su proyecto ayudar a la paz mundial y reemplazar al latín como lengua internacional. Según el autor, su proyecto tiene mayor cantidad de palabras que el Esperanto debido a que en él se han añadido muchos radicales y sufijos finales del inglés.
Cárdenas publicó su esperantido en español e inglés:
- "Hom-idyomo - proyecto de lengua auxiliar internacional." Viena: Manz, 1921. 324 págs.
- "Hom-idyomo: outline of an auxiliary international language without declinations and absolutely phonetic." Leipzig: Fischer & Wittig, 1923. 376 págs.

Un artículo acerca de este proyecto apareció en "Ivan A. Derzhanski: Language Profile: Hom-Idyomo (C. Cárdenas) Journal of Planned Languages 18:11-15.".

## Ejemplos
- La cyenco no havay dirite ankore la ultima parolo pri la tuberkuloso kay la kancero. 
  - La ciencia no ha dicho aún la última palabra acerca de la tuberculosis y el cáncer.

- Mi opiniay ke la projekto no estay kompleta. 
  - Yo opino que el proyecto no está completo.